# Звенигородская улица (Москва)
Звенигоро́дская у́лица (название с 26 августа 1960 года) — улица в Западном административном округе города Москвы на территории района Фили-Давыдково и на его границе с районом Филёвский Парк.

## История
Улица возникла в XIX веке как дорога в составе посёлка Кунцево, получила своё название 26 августа 1960 года по направлению к городу Звенигороду.
В 1960—1970-х годах на улице по проекту архитектора А. В. Андреева были построены дача председателя исполнительного комитета Моссовета В. Ф. Промыслова и два жилых дома (первоначально нумеровались как корпуса А и Б).

## Расположение
Звенигородская улица проходит от Звенигородского переулка на запад до Рублёвского шоссе. Восточный участок улицы расположен на территории района Фили-Давыдково, западный — на его границе с районом Филёвский Парк. Нумерация домов начинается от Звенигородского переулка.

## Примечательные здания и сооружения
По чётной стороне:
- № 12, 14 — жилые дома Академии наук СССР (конец 1960-х; архитекторы В. С. Андреев, К. Д. Кислова, инженер С. Корецкая)[5][6]. В доме № 12 жили писатель Михаил Шолохов (в последние годы жизни)[7], советский государственный деятель, первый заместитель председателя КГБ СССР С. К. Цвигун (в 1972—1982 годах)[8]; в доме № 14 — академик А. Л. Яншин (мемориальная доска, 2003)[9].

## Транспорт

### Наземный транспорт
По Звенигородской улице маршруты наземного общественного городского транспорта не проходят. У западного конца улицы, на Рублёвском шоссе, расположена остановка «Звенигородская улица» автобусов 688, 733, 733к.

### Метро
- Станция метро «Кунцевская» Арбатско-Покровской и Филёвской линий и станция метро «Кунцевская» Большой кольцевой линии (соединены переходом) — юго-западнее улицы, на пересечении Рублёвского шоссе с Молдавской и Малой Филёвской улицами.
- Станция метро "Пионерская" Филёвской линии - юго-восточнее улицы на пересечении Малой Филёвской и Мазиловской улиц.

### Железнодорожный транспорт
Станция "Кунцевская" Смоленского направления Московской железной дороги — южнее улицы, между улицей Алексея Свиридова, улицей Ивана Франко и Рублёвским шоссе.